# مورلند (آرکانزاس)
مورلند (به انگلیسی: Moreland) یک منطقهٔ مسکونی در ایالات متحده آمریکا است که در شهرستان پوپ، آرکانزاس واقع شده‌است. مورلند ۲۲۷٫۹۹ متر بالاتر از سطح دریا واقع شده‌است.